# 佐伯雄勝
佐伯 雄勝（さえき の おかち）は、平安時代初期の貴族。従五位上・佐伯大野の子。官位は従五位下・右馬頭。

## 経歴
皇太子・正良親王に仕え、親王から非常に親愛の情を受けた。天長10年（833年）に正良親王が即位（仁明天皇）すると短期間に多数の官職を歴任した。
承和15年（848年）正月に従五位下に叙爵されて右馬頭に任ぜられるが、同年8月信濃介として地方官に転じる。仁寿3年（853年）近江権介と仁明朝末から文徳朝にかけて地方官を務める。
天安元年（857年）5月に右近衛少将に任ぜられ京官に復帰する。翌天安2年（858年）2月に右馬頭に転じるが、同年3月24日に卒去。享年43。

## 官歴
『六国史』による。
- 時期不詳：正六位上
- 承和15年（848年） 正月7日：従五位下。正月13日：右馬頭。8月26日：信濃介
- 仁寿3年（853年） 正月16日：近江権介
- 天安元年（857年） 5月8日：右近衛少将。6月19日：兼但馬権介
- 天安2年（858年） 2月5日：右馬頭。3月24日：卒去

## 系譜
- 父：佐伯大野[1]
- 母：不詳
- 生母不明の子女
  - 男子：佐伯山守[2]
  - 男子：佐伯国守[2]
  - 男子：佐伯野守[2]